# 日本古倫美亞
日本古倫美亞（日语：／ Nippon Koromubia */?），或依現代譯法為日本哥倫比亞，是日本第一家唱片公司，成立於1910年（明治43年）10月1日。長於演歌、歌謠、兒童節目的動畫歌曲、傳統藝能與學校音樂教材方面，1970年代中期跨足流行歌曲領域。

## 簡介
其商號中的「古倫美亞」（コロムビア）來自早期的合作對象，美國的哥倫比亞唱片（Columbia Records）。自創業當初至1960年代為止，一直持有英國EMI的哥倫比亞品牌（Columbia Label）與哥倫比亞唱片在日本的發行權利；而前者在1962年轉移至當時的東芝音樂工業（之後的東芝EMI，現在的EMI Music Japan），後者在1969年和Sony成立合併公司「CBS Sony」（現今的日本索尼音樂），結果使該公司變成空有「Columbia」的商標留存。
早在留聲機時代，日本蓄音器商會1929年與古倫美亞唱片合併前，便在台灣發行唱片。台灣第一張唱片是日本蓄音器商會在1914年的發行《大開門》，內容為客家八音。

## 沿革

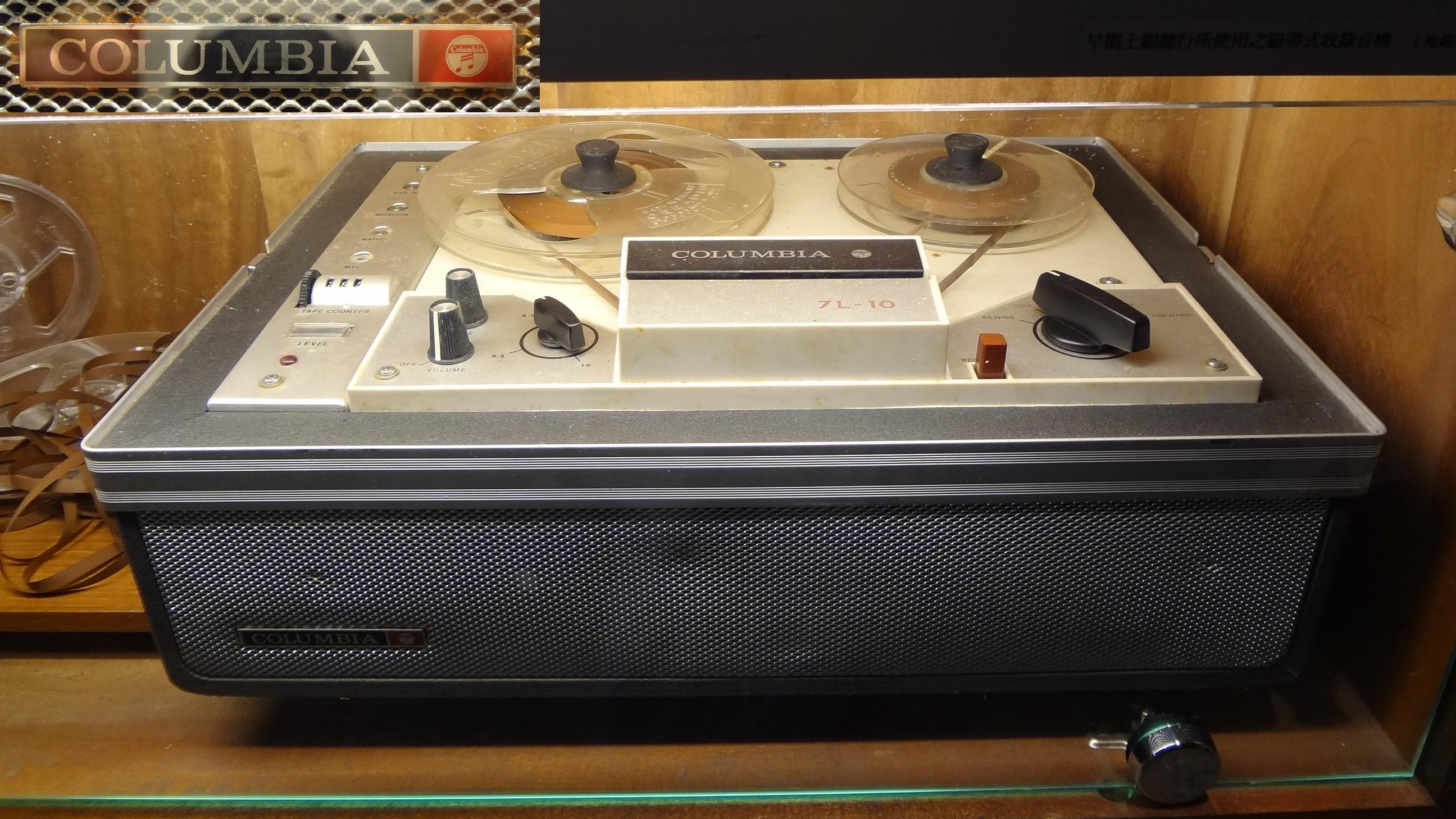
日本古倫美亞錄音機7L-10

- 1910年（明治43年）10月1日 - 設立株式會社日本蓄音器商會（株式会社日本蓄音器商会；Nipponophone Co., Ltd.）。開始發行等牌子的音樂。
- 1912年 - 合併日米蓄音器製造株式会社。
- 1927年（昭和2年） - 與美國哥倫比亞唱片合作，開始發售Columbia Records的音樂。
- 1942年 - 商號變更為日蓄工業株式會社（日蓄工業株式会社；Nitchiku Kogyo K.K.。通稱）。為了配合戰爭時禁止外來語（敵性語）的政策，品牌名稱也從改為。
- 1946年 - 商號變更為日本古倫美亞株式會社（日本コロムビア株式会社；Nippon Columbia Co., Ltd.）。
- 1951年 - 發售日本最早的黑膠唱片（美國哥倫比亞唱片原裝輸入。布魯諾·瓦爾特指揮紐約愛樂所演奏的貝多芬第九號交響曲（2片裝））。
- 1958年9月1日 - 僅次於JVC，在日本發售雙聲道黑膠唱片（美國哥倫比亞原盤。雷斯畢基「羅馬之松」「羅馬之泉」等）。
- 1962年 - 日本最後一家公司結束壓製、發售SP黑膠唱片。同年 - 英國EMI正式與東芝音樂工業締結發行契約，英國EMI旗下Columbia Label品牌轉由東芝發售，日本古倫美亞隨之結束該品牌的發行。
- 1963年 - 合併日本電氣音響株式会社（日语：デノン）。
- 1965年 - 在東京都港區赤坂興建總部大樓。
- 1969年 - 由於美國哥倫比亞原盤的發售權轉移至CBS Sony，結束該品牌的發行。
- 1970年 - 進行世界最初的脈波編碼調變（PCM）數位錄音。（第1號為山下勉（ツトム・ヤマシタ）的「打」。此時所用的錄音機是向NHK技術研究所借來的。）
- 1972年 - 製作自家公司的第一台PCM數位錄音機，正式展開PCM錄音的唱片製作。同時，將「PCM」登記為的註冊商標。（第1號為史麥塔納四重奏團所演奏的莫扎特樂曲「狩獵」等）
- 1974年 - 自家製作的PCM數位錄音機2號機完成，比1號機更為輕巧，可以帶到歐洲進行PCM數位錄音（尚·馮書亞·百雅指揮的巴赫「音樂的奉獻」等樂曲）。
- 1982年10月1日  - 與Sony、CBS Sony同時發售世界最早的CD播放機與音樂軟體。（播放機為日立Lo-D的OEM製品。音樂CD有貝多芬的「運命」、德弗札克的「新世界」等10種古典音樂專輯。）
- 2001年（平成13年）10月1日 - 將AV、媒體相關機器部門分離至DENON（後與日本Marantz經營整合，成為D&M Holdings）。並讓渡該部門生產據點的白河工場（福島縣）。
- 2002年10月1日 - 商號變更為古倫美亞音樂娛樂株式會社（コロムビアミュージックエンタテインメント株式会社）。
- 2005年7月1日 - 總公司遷址至東京都港區六本木一丁目「六本木21森大廈」。同年 - 拋售壓製部門（子公司只繼承了名稱）。
- 2007年 - 9月28日發表聲明併購TDK Core（TDKコア），金額為15億日圓；同年11月1日將其子公司化。
- 2009年8月24日 - 由於六本木21森大廈將進行都市更新，總公司遷址至東京都港區虎之門四丁目「江戶見坂森大樓」。
- 2010年10月1日 - 商號再度變更為日本古倫美亞株式會社。

## 旗下藝人
下列依照日語五十音順序收錄。
| - Akiko Grace - 出光仁美 - 伊奈可平 - 岩田光央・鈴村健一 - 植田佳奈 - 内田明里 - 内田彩 - 大石圓 - 大川榮策 - 大杉久美子 - 岡本敦郎 - 小沢亞貴子 - autumn leave's - ohana - 金田立江 - 冠二郎 - 木村KAELA - 麒麟兒 - 馬之骨 - 堀込高樹 - 口笛太郎Duo - 工藤慎太郎 - ゴダイゴ - 小清水亞美 - KOBUDO -古武道- - 胡美芳 - THE COLLECTORS - 古倫美亞搖籠會（音羽搖籠會） - 初代Columbia Rose - 二代目Columbia Rose - 三代目Columbia Rose | - PSYCHIC LOVER - 佐佐木功 - 島倉千代子 - Ceiling Touch - JABBERLOOP - 伸太郎 - 大我 - 田川壽美 - DA CAPO - 高木綾子 - 高嶋知佐子 - 高取秀明 - TAMURAPAN - Towa Tei - 手塚理 - 冨田勳 - 中村雅俊（PASSION/M-TRAIN） - 謎之新組合STA☆MEN - FELO☆MEN - 鯰 - 新沼謙治 - 錦織健 - Not yet (AKB48的派生團體) | - 走裕介 - 畠山綠 - 林未紀 - 原真祐美 - 冰川清志 - 樋口亞由子 - VITAMIN-Q - 藤井莉娜 - 藤原道山 - 舟木一夫 - Blu-Swing - Bloodthirsty butchers - Project.R - 細川貴志 - 堀江美都子 - 松山千春 - 瑪露西亞 - miu-clips - 水木一郎 - 加奈子 - 宮内堂千（原内山田洋&Cool Five成員） - 都春美 - MAKE-UP - Melocure（岡崎律子、日向惠） - 望月久代 - 森之木兒童合唱團 - 八代亞紀 - 矢野沙織 - 山形幸生 - 山崎箱 - Young Fresh - 吉木りさ&HYADAIN - Lily-Yoji - ROCKETMAN - 悠木碧 |

## 已解約藝人
- 青山和子（歌手）
- 秋川雅史（男高音歌唱家）
- 淺野真澄（聲優、詞作家）
- 小林幸子（演歌歌手）
- 辻香織（歌手）
- 一青窈（歌手，後轉投For Life Music Entertainment）
- 和田光司（歌手）

## 外部連結
- 日本古倫美亞 （页面存档备份，存于） （日語）
- http://www.hitachi.co.jp/New/cnews/2001/0509/ （页面存档备份，存于）
- Columbia Music Shop （日語）